# Manettia fiebrigii
Manettia fiebrigii är en måreväxtart som beskrevs av Paul Carpenter Standley. Manettia fiebrigii ingår i släktet Manettia och familjen måreväxter.
Artens utbredningsområde är Ecuador. Inga underarter finns listade i Catalogue of Life.